# Campionati italiani di duathlon del 1999
I Campionati italiani di duathlon del 1999 ( edizione) sono stati organizzati dalla Federazione Italiana Triathlon e si sono tenuti a Zibido San Giacomo in Lombardia, in data 26 settembre 1999.
Tra gli uomini ha vinto per la seconda volta consecutiva Alessandro Alessandri (T.D. Rimini), mentre la gara femminile è andata a Valentina Tauceri (Silca Ultralite).

## Risultati

### Élite uomini
| Pos. | Atleta                | Società sportiva       | Corsa    | Bici     | Corsa    | Totale   |
| ---- | --------------------- | ---------------------- | -------- | -------- | -------- | -------- |
|      | Alessandro Alessandri | T.D. Rimini            | 00:31:23 | 00:56:17 | 00:15:41 | 01:43:21 |
|      | Maurizio De Ponte     | Silca Ultralite        | 00:31:21 | 00:55:53 | 00:16:27 | 01:43:41 |
|      | Luca Barzaghi         | Triathlon Team Brianza | 00:31:17 | 00:56:29 | 00:16:02 | 01:43:48 |
| 4    | Alberto Piacentini    | Energytri              | 00:31:22 | 00:00:00 | 01:44:03 | 01:44:03 |
| 5    | Gianni Lacerenza      | Edera Gitano Forlì     | 00:32:52 | 00:00:00 | 01:44:10 | 01:44:10 |
| 6    | Stefano Pizzi         | Pro Patria Pierrel     | 00:33:02 | 00:54:43 | 00:16:34 | 01:44:19 |
| 7    | Ugo Moroni            | T.D. Rimini            | 00:32:56 | 00:54:48 | 00:16:37 | 01:44:21 |
| 8    | Massimo Torsani       | T.D. Rimini            | 00:32:26 | 00:55:17 | 00:16:42 | 01:44:25 |
| 9    | Loris Nulli           | Bardolino              | 00:32:28 | 00:00:00 | 01:44:27 | 01:44:27 |
| 10   | Roberto Marmonti      | Pro Patria Pierrel     | 00:32:43 | 00:55:06 | 00:16:42 | 01:44:31 |
| 11   | Fabio Barani          | CUS Parma              | 00:32:49 | 00:54:59 | 00:16:47 | 01:44:35 |
| 12   | Cristiano Di Vico     | Versilia T.C.          | 00:00:00 | 01:27:43 | 01:44:38 | 01:44:38 |
| 13   | Luca Tadini           | Triathlon Ondaverde    | 00:33:04 | 00:00:00 | 01:44:41 | 01:44:41 |
| 14   | Mariano Morandi       | Garda Trentino         | 00:32:38 | 00:55:15 | 00:17:02 | 01:44:55 |
| 15   | Fabio Pizzagalli      | T.D. Rimini            | 00:31:36 | 00:55:40 | 00:17:45 | 01:45:01 |
| 16   | Mauro Griggio         | Triathlon Team Brianza | 00:32:26 | 00:55:15 | 00:17:26 | 01:45:07 |
| 17   | Igor Ghio             | Torino Triathlon       | 00:33:04 | 00:54:42 | 00:17:30 | 01:45:16 |
| 18   | Federico Vesco        | Torino Triathlon       | 00:33:15 | 00:54:32 | 00:17:34 | 01:45:21 |
| 19   | Fabio Terzoni         | CUS Parma              | 00:32:25 | 00:55:14 | 00:17:48 | 01:45:27 |
| 20   | Andrea Pasquinelli    | T.D. Rimini            | 00:33:08 | 00:54:40 | 00:17:48 | 01:45:36 |

### Élite donne
| Pos. | Atleta             | Società sportiva       | Corsa    | Bici     | Corsa    | Totale   |
| ---- | ------------------ | ---------------------- | -------- | -------- | -------- | -------- |
|      | Valentina Tauceri  | Silca Ultralite        | 00:37:52 | 01:02:57 | 00:18:39 | 01:59:28 |
|      | Matilde Ravizza    | Torino Triathlon       | 00:37:54 | 01:02:54 | 00:19:31 | 02:00:19 |
|      | Mirella Gastaldo   | Triathlon Alto Adige   | 00:38:07 | 01:02:41 | 00:19:59 | 02:00:47 |
| 4    | Alba Coccurello    | Pasta Granarolo        | 00:41:21 | 01:02:03 | 00:21:14 | 02:04:38 |
| 5    | Paola Colombo      | Arpica Triathlon       | 00:40:17 | 01:03:10 | 00:22:00 | 02:05:27 |
| 6    | Valentina Vecellio | Triathlon Alto Adige   | 00:42:55 | 00:00:00 | 02:10:14 | 02:10:14 |
| 7    | Susanna Serafini   | Pro Patria Pierrel     | 00:41:58 | 01:05:09 | 00:25:19 | 02:12:26 |
| 8    | Monica Cibin       | Torino Triathlon       | 00:45:04 | 01:08:46 | 00:24:07 | 02:17:57 |
| 9    | Angela Tognazzo    | Padova Triathlon       | 00:47:53 | 01:12:54 | 00:26:38 | 02:27:25 |
| 10   | Virna Stavla       | Padova Triathlon       | 00:49:05 | 01:12:32 | 00:26:04 | 02:27:41 |
| 11   | Luisa Ferrari      | Triathlon Club Cremona | 00:47:48 | 01:16:26 | 00:27:55 | 02:32:09 |
| 12   | Bertilla Rossato   | Tri DLF Nuoto VR       | 00:54:34 | 01:14:51 | 00:30:30 | 02:39:55 |
| 13   | Luisa Catale       | Triathlon Team Brianza | 00:55:23 | 01:27:12 | 00:39:27 | 03:02:02 |